# Moschen
Moschen (polnisch Moszna) ist ein Ort in der Stadt- und Landgemeinde Klein Strehlitz im Powiat Krapkowicki der Woiwodschaft Opole in Polen. Der Weiler Ursulanowitz (Urszulanowice) ist ein Ortsteil von Moschen.

## Geographie
Moschen liegt etwa 30 Kilometer südlich von Opole (Oppeln) und 15 Kilometer westlich von Krapkowice (Krappitz). Der Gemeindesitz in Klein Strehlitz (Strzeleczki) liegt sieben Kilometer östlich in der Nizina Śląska (Schlesischen Tiefebene). Durch Moschen verläuft die Droga wojewódzka 409. Eine Bahnverbindung besteht an der Neustadt-Gogoliner Eisenbahn.
Nachbarorte von Moschen sind im Westen Dambine (Dębina), im Nordwesten Legelsdorf (Ogiernicze), im Nordosten Dobrau (Dobra).

## Geschichte

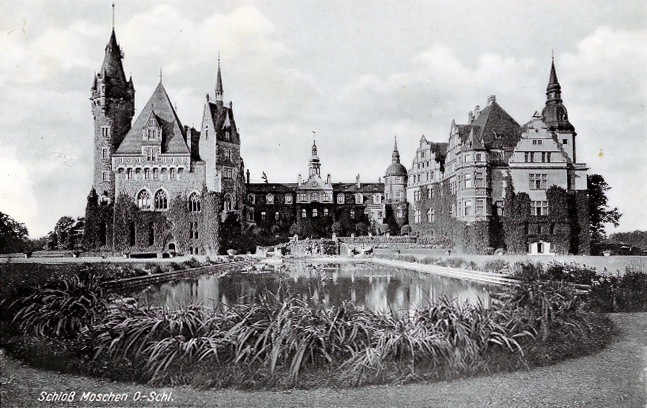
Hist. Ansicht von Schloss Moschen

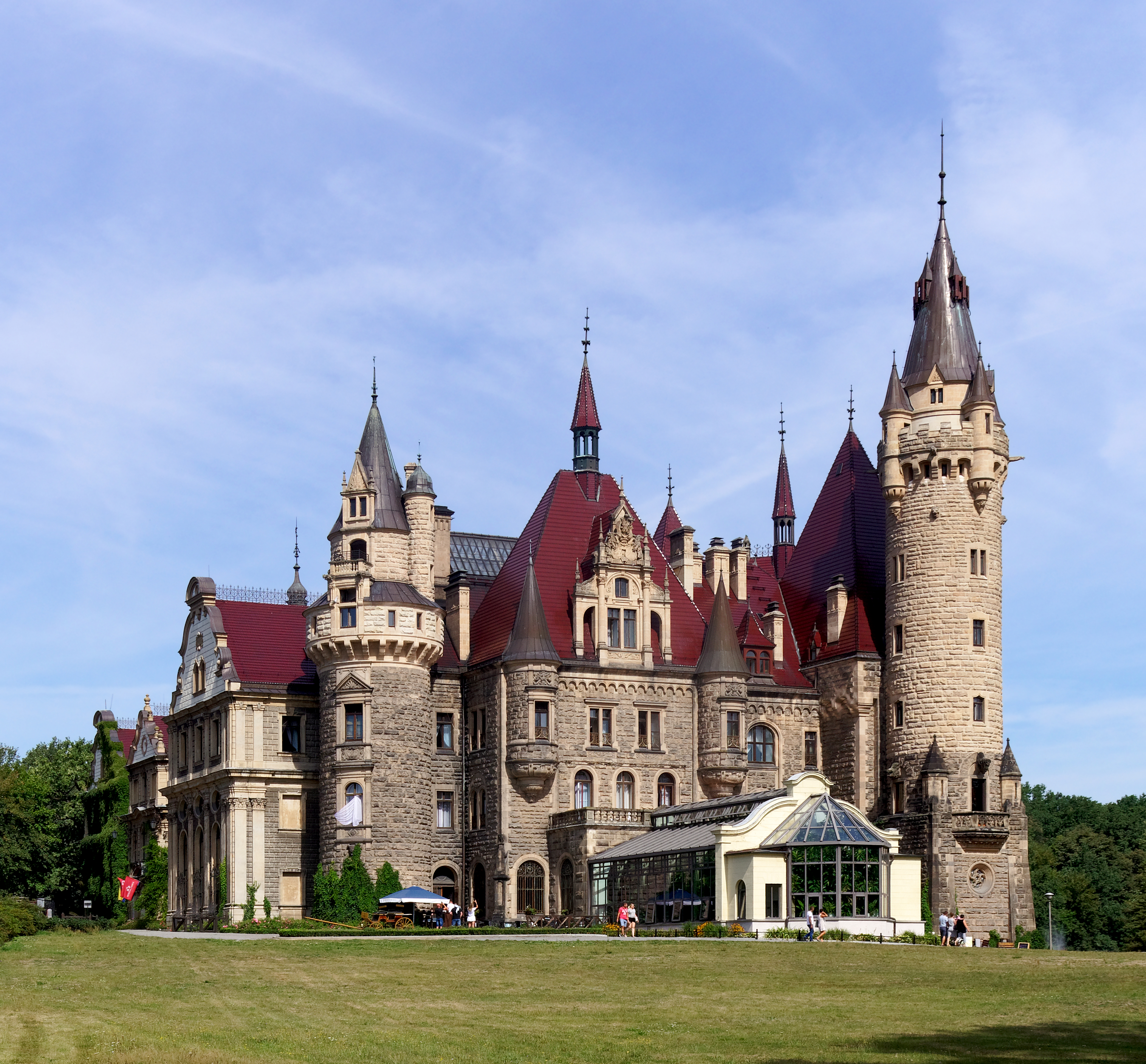
Schloss Moschen (2018)

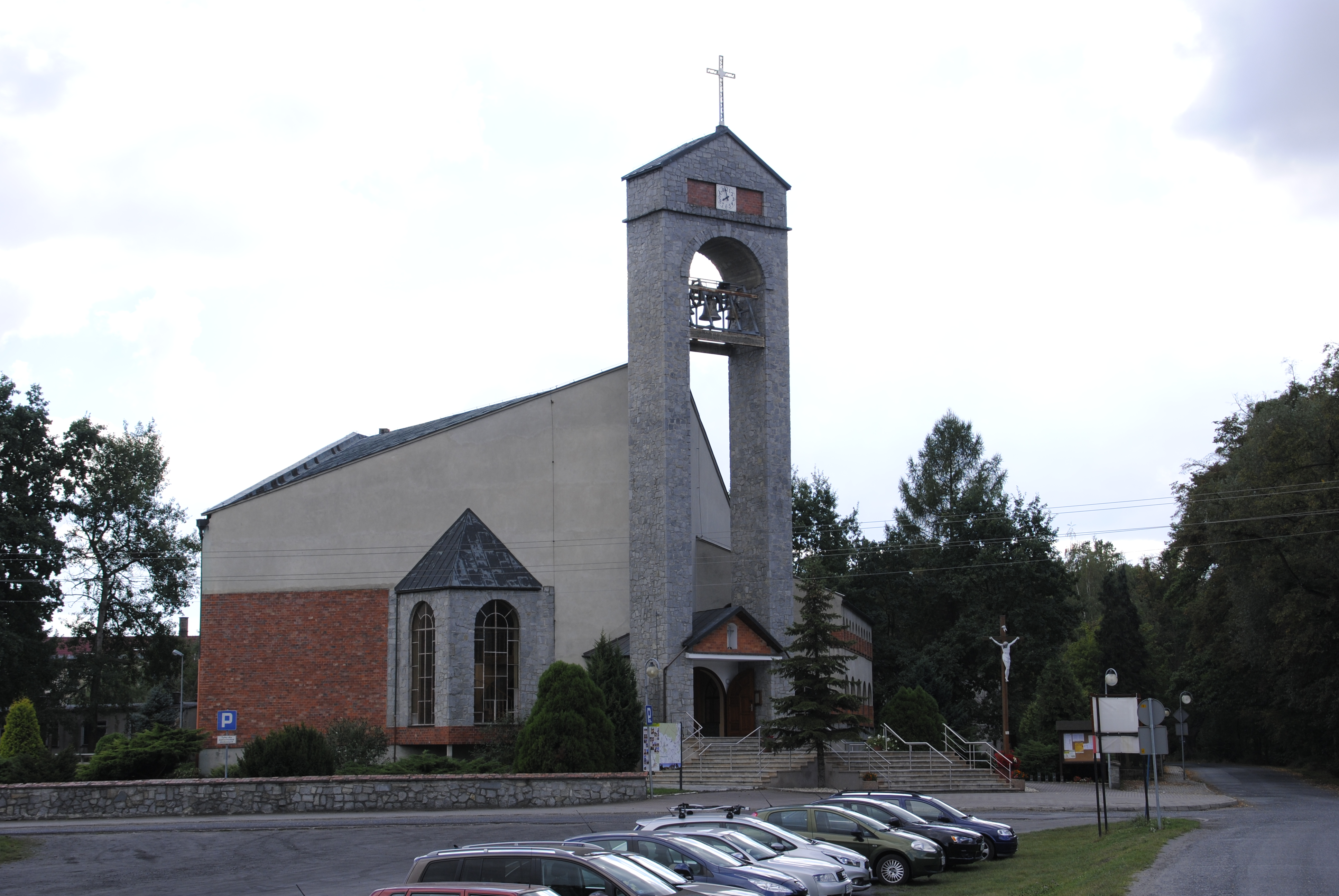
Kirche Unbeflecktes Herz Mariä

Moschen wurde 1687 erstmals erwähnt. Nach dem Ersten Schlesischen Krieg 1742 fiel es mit dem größten Teil Schlesiens an Preußen.
Nach der Neuorganisation der Provinz Schlesien gehörte die Landgemeinde Moschen ab 1816 zum Landkreis Neustadt O.S., mit dem es bis 1945 verbunden blieb. Im gleichen Jahr wurde es von Carl von Seherr-Thoß erworben. 1845 bestanden im Dorf ein Schloss, ein Vorwerk mit Schäferei, eine Jägerei, ein Kunstgarten und 30 Häuser. Im gleichen Jahr lebten in Moschen 232 Einwohner, davon 18 evangelisch. 1861 zählte der Ort 10 Gärtner und 14 Häusler. Ab 1866 gehörte Moschen dem Hubert Gustaw von Thiele-Winkler.
Bei der Volksabstimmung am 20. März 1921 stimmten 163 Wahlberechtigte für einen Verbleib bei Deutschland und 15 für Polen. Moschen verblieb beim Deutschen Reich.
1939 lebten in Moschen 355 Einwohner. Als Folge des Zweiten Weltkriegs fiel Moschen 1945 zusammen mit dem größten Teil Schlesiens an Polen. Nachfolgend wurde es in Moszna umbenannt. Die deutsche Bevölkerung wurde von den polnischen Verwaltungsbehörden weitgehend vertrieben. Die neu angesiedelten Bewohner waren teilweise Zwangsumgesiedelte aus Ostpolen, das an die Sowjetunion gefallen war.

## Sehenswürdigkeiten
- Das Schloss Moschen (Zamek Moszna) aus dem 17. Jahrhundert wurde mehrfach im Barock-, Neogotik- und Neorenaissance-Stil um- und ausgebaut. Es war Sitz der Familie Tiele-Winckler.
- Der Schlosspark mit zahlreichen Kanälen und Brücken soll zu größten und schönsten Parkanlagen im Oppelner Land gehören.
- Die römisch-katholische Kirche Unbeflecktes Herz Mariä (Kościół Niepokalanego Serca Maryi) wurde Mitte der 1990er Jahre errichtet und 1999 geweiht.[5]

## Persönlichkeiten
- Johann Eduard von Schleinitz (1798–1869) – preußischer Beamter, wirklicher Geheimer Rat und Oberpräsident der Provinz Schlesien, verstarb in Moschen
- Franz Hubert von Tiele-Winckler (1857–1922) – Großgrundbesitzer, Montanindustrieller und preußischer Landrat, ließ das Schloss Moschen ausbauen